# ویرا گیریچ
ویرا گیریچ (اوکراینی: Віра Гирич؛ ۱۹۶۷ – ۲۸ آوریل ۲۰۲۲) خبرنگار و تهیه‌کننده رادیویی اهل اوکراین که در رادیو اروپای آزاد/رادیو آزادی فعالیت می‌کرد. وی  از فوریه ۲۰۱۸ کار خود را در بخش اوکراینی این رسانه، در کی‌یف آغاز کرد. او پیش از آن با شبکه‌های مختلف تلویزیون اوکراین همکاری داشت.
ویرا گیریچ، روز پنج‌شنبه، ۲۸ آوریل ۲۰۲۲، بر اثر اصابت یک موشک روسی به خانه‌اش در کی‌یف، پایتخت اوکراین کشته شد و پیکرش بامداد نهم اردیبهشت زیر آوار پیدا شد. در پی این موشک‌باران، طبقات اول و دوم یک ساختمان مسکونی ۲۵ طبقه که محل زندگی خانم گیریچ بوده تخریب شد و آتش‌سوزی در آن رخ داد. 
بعلاوه بر اثر این حمله چهار نفر دیگر نیز مجروح شده و به بیمارستان منتقل شدند.
گلوله‌باران روز پنج‌شنبه شهر کی‌یف در حین سفر آنتونیو گوترش، دبیرکل سازمان ملل متحد، به این شهر رخ داده است و اقدامی که در سطح جهانی محکوم شد.